# San Esteban del Molar
San Esteban del Molar – gmina w Hiszpanii, w prowincji Zamora, w Kastylii i León, o powierzchni 25,03 km². W 2011 roku gmina liczyła 155 mieszkańców.